# Thorigné-Fouillard
Thorigné-Fouillard è un comune francese di 7 363 abitanti situato nel dipartimento dell'Ille-et-Vilaine nella regione della Bretagna.

## Società

### Evoluzione demografica
Abitanti censiti

## Amministrazione

### Gemellaggi
- Sibiu, Romania
- Györujbàrat, Ungheria
- Lusk, Irlanda